# Фленсбург-Ланд
Фле́нсбург-Ла́нд, або пові́т Фле́нсбург-Ланд (нім. Kreis Flensburg-Land) — земельний повіт у Пруссії (1867—1871) та Німеччині (1871–1974). Повітовий центр — Фленсбург. Розташовувався у північній частині Шлезвіг-Гольштейну. Перебував у складі Шлезвіг-Гольштейської провінції (1867—1946) і Шлезвіг-Гольштейнської землі (1946—1974). Створений 1867 року на основі управління і міста Фленсбург як Фленсбурзький повіт. Входив до Шлезвігської урядової округи. 1889 року розділений на міський повіт Фленсбург (нім. Stadtkreis Flensburg) і земельний повіт Фленсбург-Ланд. У складу повіту перебувло 75 громад. Площа — 1.022,35 км². Населення — 75.900 осіб (31 грудня 1973); густота населення — 74 ос./км². 1974 року разом із Шлезвігським повітом утворив новий повіт Шлезвіг-Фленсбург.

## Назва
- Фле́нсбург-Ланд (нім. Flensburg-Land, «Фленсбурзька земля») — коротка назва.
- Пові́т Фле́нсбург, або Фле́нсбурзький пові́т (нім. Kreis Flensburg) — первісна назва у 1867 — 1889 роках.
- Пові́т Фле́нсбург-Ланд (нім. Kreis Flensburg-Land), або земе́льний пові́т Фле́нсбург-Ланд (нім. Landkreis Flensburg-Land) — назва у 1889 — 1974 роках.

## Історія
- 1868: створено повіт у складі Королівства Пруссія, Шлезвіг-Гольштейнська провінція, Шлезвігський урядовий округ.
- з 1871: Німецька імперія
- з 1918: Республіка

- Після поразки Німеччини у Першій Світовій війні країна уклала Версальський договір від 28 червня 1919 року, який вимагав провести на території Шлезвігу плебісцит населення про приналежність до Данії. 10 лютого 1920 року, під наглядом спостерігачів від представників Антанти, відбувся плебісцит у Північному Шлезвігу, так званій Зоні І, до якої входили північні райони Фленсбурзького повіту. 14 березня того ж року такий самий плебісцит пройшов у Центральному Шлезвігу, так званій Зоні ІІ, до якої відносилися південні райони повіту й повітовий центр — місто Фленсбург. Згідно з результатами голосування більшість населення північних районів — 59,4% (802 особи) висловилися за входження до складу Данії, в той час як південні райони (82,6%, 6.688 осіб) і фленсбуржці (75,2%, 27.081 особа) виявили бажання лишитися в Німеччині[1]. 15 червня того ж року весь Північний Шлезвіг, включно із північними районами Фленсбурзького повіту, перейшов під данський контроль[1]. Більшу частину повіту з повітовим центром залишили Німеччині.

- з 1933: Третій Рейх
- з 1945: Окупація
- з 1949: Федеративна Республіка Німеччина

## Населення
| Рік  | Осіб   | Лютерани     | Католики      | Інші християни | Юдеї       |
| ---- | ------ | ------------ | ------------- | -------------- | ---------- |
| 1890 | 40.145 | —            | 123 (0,31%)   | —              | —          |
| 1900 | 41.951 | 41.621 (99%) | 266 (0,63%)   | —              | —          |
| 1910 | 44.440 | 43.997 (99%) | 321 (0,72%)   | —              | —          |
| 1925 | 43.408 | 42.926 (99%) | 311 (0,72%)   | 12 (0,03%)     | 3 (0,01%)  |
| 1933 | 43.684 | 42.719 (98%) | 566 (1,3%)    | 7 (0,02%)      | 7 (0,02%)  |
| 1939 | 43.887 | 41.521 (95%) | 1.067 (2,43%) | 40 (0,09%)     | 1 (0,002%) |
| 1950 | 78.840 | —            | —             | —              | —          |
| 1960 | 63.500 | —            | —             | —              | —          |
| 1969 | 76.000 | —            | —             | —              | —          |
| 1973 | 75.900 | —            | —             | —              | —          |

## Влада

### Вибори до Рейхстагу

#### 1907—1912
Відсотки голосів на виборах до Рейхстагу за виборчим округом Апенраде-Фленсбург:
| Партія                        | 1907   | 1912   |
| ----------------------------- | ------ | ------ |
| Націонал-ліберальна партія    | 29,2 % | 15,9 % |
| Німецька реформістська партія | 9,8 %  | —      |
| Німецька соціальна партія     | —      | 14,1 % |
| Вільнодумна народна партія    | 20,8 % | —      |
| Прогресивна народна партія    | —      | 25,4 % |
| Партія Центру                 | 0,3 %  | —      |
| Соціал-демократична партія    | 26,1 % | 30,8 % |
| Данська партія                | 13,5 % | 13,7 % |
| Внутрішня місія               | 0,3 %  | —      |
| Інші                          | 0,0 %  | 0,1 %  |

#### 1933
Відсотки голосів на виборах 5 березня 1933 року до Рейхстагу за Фленсбурзьким повітовим виборчим округом :
- Явка — 89,3 %; Проголосували — 25.091 особа (100%).

| Партія                                  | 1933 (голоси) |
| --------------------------------------- | ------------- |
| НСДАП                                   | 17.962 (72%)  |
| Чорно-біло-червоний фронт (ННП)         | 3.754 (15%)   |
| Соціал-демократична партія              | 1.950 (8%)    |
| Комуністична партія                     | 649 (3%)      |
| Німецька народна партія                 | 386 (2%)      |
| Християнсько-соціальне народне служіння | 250 (1%)      |
| Партія Центру                           | 81 (0,32%)    |
| Німецька державна партія                | 44 (0,18%)    |
| Німецька селянська партія               | 10 (0,04%)    |
| Німецька гановерська партія             | —             |
| Інші                                    | 5 (0,02%)     |

## Герб
Щит перетятий на золото і лазур. У верхньому золотому полі синій крокуючий лев-леопард з червоним язиком і лицем, оберненим праворуч; у лазуровому полі п'ять срібних троянд із золотими віночками і листочками: три у верхньому ряду, два — у нижньому. Синій лев походить з герба Шлезвіга.